# Cerianthus japonicus
Cerianthus japonicus är en korallart som beskrevs av Oscar Henrik Carlgren 1924. Cerianthus japonicus ingår i släktet Cerianthus och familjen Cerianthidae. Inga underarter finns listade i Catalogue of Life.